# 115 Тіра
115 Тіра (115 Thyra) — астероїд головного поясу, відкритий 6 серпня 1871 року.